# 圓鱗全麗魚
圓鱗全麗魚，為輻鰭魚綱鱸形目隆頭魚亞目慈鯛科的其中一種，分布於南美洲巴西欣古河流域，體長可達4公分，棲息在岩石底質的急流區，以甲殼類、橈腳類、昆蟲幼蟲等為食，生活習性不明，可作為觀賞魚。